# عباصر (ذمار)
عباصر هي إحدى قرى الجمهورية اليمنية. تتبع جغرافيا لمحافظة ذمار وإداريًا لمديرية عنس. يبلغ تعداد سكانها 3176 نسمة حسب الإحصاء الذي أجري عام 2004.